# Занько, Александра Фёдоровна
Александра Фёдоровна Занько (бел. Аляксандра Фёдараўна Занько, 10 ноября 1927, д. Велевщина, Лепельский район — 29 августа 1990) — белорусский работник образования, Герой Социалистического Труда (1978), Заслуженный учитель БССР.

## Биография
Закончила Лепельское педучилище, Минский педагогический институт имени М. Горького. С 1945 — воспитательница Лепельского детского дома.
С 1951 года — учительница средней школы № 2 г. Лепеля (теперь — ГУО «Гимназия имени И. М. Ерошова г. Лепеля»). За большие заслуги в развитии народного образования Витебской области в 1978 году получила звание Героя Социалистического Труда.
Похоронена в Лепеле.

## Награды
- Заслуженный учитель БССР
- Герой Социалистического Труда (1978)
- Орден Ленина
- Орден Трудового Красного Знамени